# Phlebopus tropicus
Phlebopus tropicus är en svampart som först beskrevs av Rick, och fick sitt nu gällande namn av Heinem. & Rammeloo 1982. Phlebopus tropicus ingår i släktet Phlebopus och familjen Boletinellaceae.   Inga underarter finns listade i Catalogue of Life.